# Route Monseigneur-Bourget
La route Monseigneur-Bourget est une artère nord-sud située dans l'arrondissement Desjardins, à Lévis.

## Situation et accès
La route a une longueur d'environ 13,7 km. Elle traverse le centre de Lévis et les secteurs de Saint-Joseph-de-la-Pointe-De Lévy et de Pintendre dans une orientation nord-sud. Débutant au nord à la jonction de la rue Saint-Joseph, elle croise sur son parcours le boulevard Guillaume-Couture, le chemin des Forts, l'autoroute Jean-Lesage, l'avenue des Ruisseaux, le chemin Ville-Marie avant de se terminer à la frontière municipale en milieu forestier. La route permet aussi l’accès au Cégep de Lévis, sur lequel il se trouve. 

## Origine du nom
Son nom rend hommage à Ignace Bourget, évêque du diocèse de Montréal de 1840 à 1876. Sa maison natale se trouvait à l'angle de cette route et du chemin Harlaka. 

## Historique
La route Monseigneur-Bourget est l'une des plus anciennes voies de Lévis. Elle est construite à partir du milieu du XVIIe siècle, débutant près de la terre du colon Guillaume Couture et traversant la seigneurie de Lauzon pour rejoindre les concessions plus au sud.
Elle a porté les noms de « route Saint-André » (jusqu'en 1905), de « route de l'Église » et de « rue Monseigneur Ignace Bourget ».
Son nom actuel lui est attribué le 8 mars 1948 et officialisé par la Commission de toponymie le 9 mars 1988.
En 2020, l'échangeur autoroutier de l'autoroute Jean-Lesage et de la route Monseigneur-Bourget est annoncé pour être le terminus du tunnel Québec-Lévis. Le projet soulève des craintes sur l'urbanisation possible des environs de la route Monseigneur-Bourget, majoritairement à vocation agricole dans ce secteur.